# Giuseppe Brion
Giuseppe Brion (San Vito d'Altivole, 26 maggio 1909 – Rapallo, 12 settembre 1968) è stato un imprenditore italiano,  tra i pionieri dell'industria italiana dell'elettronica di consumo nel dopoguerra, fondatore di Brionvega.

## Biografia
Nato a San Vito d'Altivole, in provincia di Treviso, nel 1909, frequentò l'Istituto Tecnico Industriale "Rossi" di Vicenza, dove nel 1931 conseguì il diploma di perito elettrotecnico. In seguito Brion emigrò in Lombardia, dove trovò impiego come operaio, dapprima alla FIMI-Phonola di Saronno e poi alla Radiomarelli di Milano.
Nel 1939 cominciò a costruire componenti per radio nel tempo libero, in parte in casa e in parte in una piccola officina che aveva aperto a Monza. Nel 1945, in società con la moglie Onorina e l'ingegner Leone Pajetta, fondò a Milano la BP Radio, ditta specializzata nella produzione di componenti elettronici ed elettrici per le radio, nonché di apparecchi radiofonici completi con il marchio Vega.
A partire dagli anni cinquanta la sua impresa si specializzò nella produzione dei televisori, e nel 1963 divenne Brionvega. I prodotti della sua azienda, destinati ad una nicchia di mercato, ebbero un grande successo commerciale in tutto il mondo e divennero noti per il loro particolare design. Per Brion lavorarono i migliori designer dell'epoca come Marco Zanuso, Richard Sapper, i fratelli Achille e Pier Giacomo Castiglioni, Mario Bellini e Franco Albini, assistiti da una squadra di progettisti specializzati.
Brion morì improvvisamente nel 1968 all'età di 59 anni, mentre si trovava a Rapallo. La conduzione della sua impresa passò alla vedova, coadiuvata dal loro figlio Ennio, i quali, poco tempo dopo, in suo onore, commissionarono all'architetto Carlo Scarpa l'edificazione della Tomba Brion all'interno del cimitero della sua cittadina natale.

### Vita privata
Dal 1939 era sposato con Onorina Tomasin, da cui ebbe due figli, Ennio e Donatella.